# زبان‌های مانده
زبان‌های مانده زبان ۳۰ تا میلیون نفر از مردمان مانده در کشورهای مالی، سنگال، گامبیا، گینه، ساحل عاج، بورکینا فاسو، سیرالئون، لیبری، گینه نو و چاد در غرب آفریقا است.